# Tom Belsø
Tom Belsø (* 27. August 1942 in Kopenhagen; † 11. Januar 2020) war ein dänischer Automobilrennfahrer und Unternehmer.

## Karriere
Tom Belsø war der erste Däne in der Formel 1 und in den frühen 1970er Jahren einer der besten Piloten in der Europäischen Formel-5000-Meisterschaft. Belsø war ursprünglich Mechaniker und begann in den späten 1960ern auf einem privaten Volvo in seiner Heimat Rennen zu fahren. 1969 gewann er mit einem Ford Escort die dänische Tourenwagenmeisterschaft. Der Erfolg brachte ihm einen Vertrag für die europäische Formel-Ford-Meisterschaft 1970. 1971 wechselte er in die Formel Atlantic und beendete die Saison als Gesamt-Dritter der Meisterschaft.
Es folgte 1972 der logische Wechsel in die Formel-2-Europameisterschaft. Ein fünfter Platz beim Rennen in Albi blieb das beste Resultat der Saison, die geprägt war von Motorproblemen an seinem Brabham. Jack Epstein, der Eigentümer des Teams Shellsport F 5000, wurde auf ihn aufmerksam und bot Belsø einen langfristigen Vertrag für die Formel 5000 an. Belsø fuhr drei Saisonen (1973 bis 1975) für Epstein und zwischen den Rennen 1974 auch für Frank Williams in der Formel 1. Er schaffte allerdings nur zwei Qualifikationen. Beim Großen Preis von Südafrika in Kyalami schied er mit einem Kupplungsschaden am Iso-Marlboro FW01-Ford-Cosworth aus. Beim Großen Preis von Schweden in Anderstorp, diesmal mit dem FW02, reichte es immerhin für den achten Rang.
1976 blieb er ohne Vertrag und fuhr keine Rennen. 1977 kehrte er in die Formel 5000 zurück und unterschrieb einen Vertrag für John Jordan, der ein Lola-Chassis zum Einsatz brachte. Nach dem Ende seiner Fahrerkarriere gründete er ein Unternehmen, das in Südafrika Back- und Müsli-Produkte herstellte. Er wurde ein vermögender Mann und verkaufte Belsø Cereals 2005 an das südafrikanische Backunternehmen Bokomo.
Er starb im Januar 2020.